# Cyclophora orbicularia
Cyclophora orbicularia är en fjärilsart som beskrevs av Jacob Hübner 1798. Cyclophora orbicularia ingår i släktet Cyclophora och familjen mätare. Inga underarter finns listade i Catalogue of Life.